# Dunley (Hampshire)
Dunley – osada w Anglii, w hrabstwie Hampshire, w dystrykcie Test Valley. Leży 24 km na północ od miasta Winchester i 90 km na zachód od Londynu.